# Слово о полку Ігоревім
«Сло́во о полку́ І́горевім» (д.-рус. Слово о плъку Игоревѣ), також «Сло́во про І́горів похі́д» — пам'ятка києворуського письменства, героїчна поема кінця XII ст., одна з найвідоміших пам'яток давньоруської літератури. Пам'ятка української мови. Шедевр світової літератури.
В основі сюжету — похід руського новгород-сіверського князя Ігоря Святославича на половців 1185 року. «Слово» було написане в кінці XII століття, невдовзі після описуваної події, датується ж 1187 роком.
Перейняте мотивами слов'янської народної поезії з елементами язичницької міфології, за своєю художньою мовою та літературною значущістю «Слово» стоїть у ряді найбільших досягнень середньовічного епосу.
У 1985 році за ухвалою ЮНЕСКО відзначалося 800-річчя пам'ятки давньоукраїнської літератури.

## Жанр

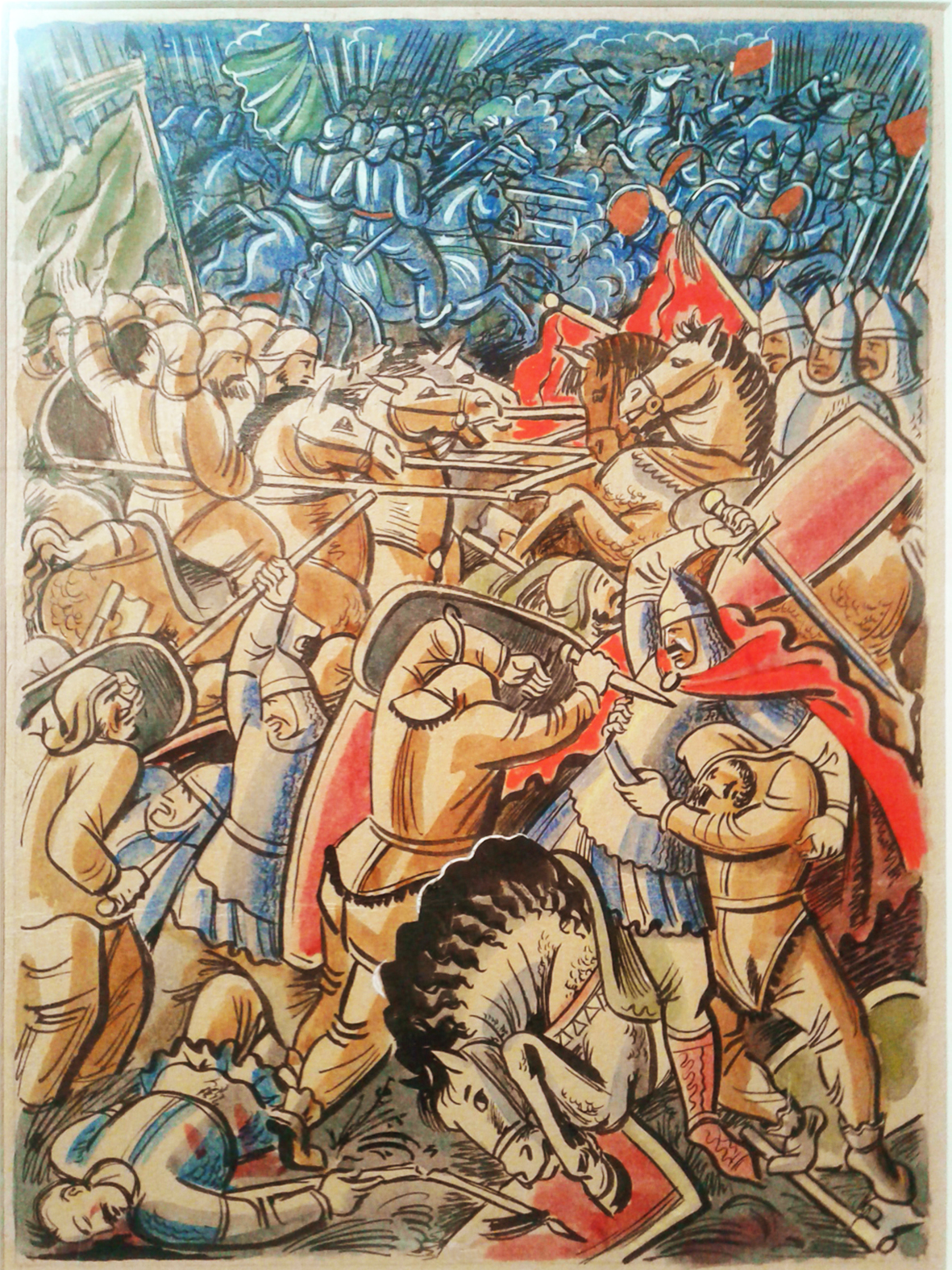
І. Падалка. Ескіз ілюстрації до «Слова о полку Ігоревім»

«Слово…» прийнято вважати епосом, тобто героїчною поемою, на думку деяких літературознавців, — це літописна повість.
Автор визначає свій твір як зразок ораторської прози. Неодноразово називає його «повістю» (оповіддю) або «трудною повістю», тобто військовим твором. Термін «повість» давньоруською мовою означає[джерело не вказане 580 днів] «оповідь», «розповідь», «повітування». У творі наявні елементи двох жанрів: прози і поезії. Є припущення, що виконувалося «Слово…», як і думи, у супроводі музичного інструменту — подібно до давньоеллінських «Іліади» чи «Одісеї»[джерело не вказане 580 днів].
Деякі науковці вважають, що весь текст твору написано ритмічною мовою: рядки різноскладові, а ритм підтримується інтонацією — прискоренням або уповільненням мови, завдяки чому дається внутрішня оцінка кожного епізоду; рядки об'єднано в завершені смислові періоди, які є композиційними ланками твору (у кожному періоді 5 або 9 рядків), логічний наголос падає, як і в думах, на кінець рядка. Інші науковці стверджують, що ритмічність мови у творі простежується лише в тих місцях, де оповідь особливо піднесена, схвильована.

## Історія знахідки
Оригінал твору випадково відкрив граф Олексій Мусін-Пушкін, відкупивши його в архімандрита Спасо-Ярославського монастиря Іоїля 1791 року. З шести вміщених у ньому творів п'ять були вже відомі, шостий — ще не знаний — назви не мав.
Цей твір і було названо «Слово про похід Ігорів, Ігоря, сина Святослава, внука Олега». Пізніше з нього була зроблена копія для Катерини II. Виданий у Петербурзі 1800 року, при співпраці знавців палеографії Олексія Малиновського і Миколи Бантиш-Каменського. Сам рукопис «Слова…» згорів разом із бібліотекою Олексія Мусіна-Пушкіна під час московської пожежі 1812 року.

## Історична основа і зміст поеми

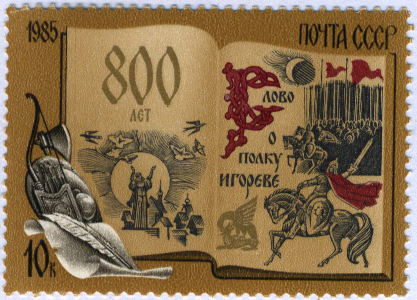
Поштова марка СРСР 1985 року випуску, присвячена 800-й річниці походу князя Ігоря, описаного у «Слові о полку Ігоревім».

Як і в Гомеровій «Іліаді», основний задум твору не в описові подій протягом походу, а в тому, що похід змінив світогляд князя Ігоря — «від свавільного гніву до розуміння об'єднавчої ролі держави». В епілозі твору князь Ігор іде до церкви Пирогощої «країни заради» — «страни ради».
Твір присвячено «землі Трояні» і її військовому оплоту — військовим дружинам — «стадам лебединців», «галицім стадам», «копіям» та «дівицям», які перейшли за Дунай. Князь Ігор йшов до Дону, щоб там «копіє приломити» — «відновити кордон землі на річці Дон» та «пошукати града Тьмуторокані».
Цей самовільний вчинок князя Ігоря був невдалий і саме на прикладі цієї невдачі автор закликає князів до солідарності. Історичною основою (не темою) «Слова…» є невдалий похід новгород-сіверського князя Ігоря Святославича на половців навесні 1185 р., а вже у 1187 році об'єднані дружини князів здійснили успішний похід.
Військовий похід князя Ігоря автор відтворив в епічно-ліричному плані, піднісши як найвищий принцип долю Руської землі і засуджуючи князів за їх незгоди, за те що ставили особисте над загальним. До історичної оповіді автор додав мотиви снів, плачів, реакцій природи на долю героїв, монологи князів тощо. Автор згадує свого попередника — співця Бояна, який в XI ст. прославляв князів, і зв'язує Бояна, Велесового внука, з давнім дохристиянським світом божеств та обіцяє співати в його стилі, щоб об'єднати славів (слави — слов'яни).
Після описів готування до походу, триденного бою і поразки Ігоря, автор «Слова…» з'ясовує причини, які довели до недолі Руську землю. Закінчується поема, після опису втечі Ігоря з полону, приходом князя до церкви Святої Богородиці Пирогощої — Державної Богоматері. Автор віддає належне походу князя Ігоря. Твір завершується прославою спершу «старим князям» — Ігореві та Всеволодові, а потім «молодим», що їх представником був Володимир Ігорович.

## Мова і поетика

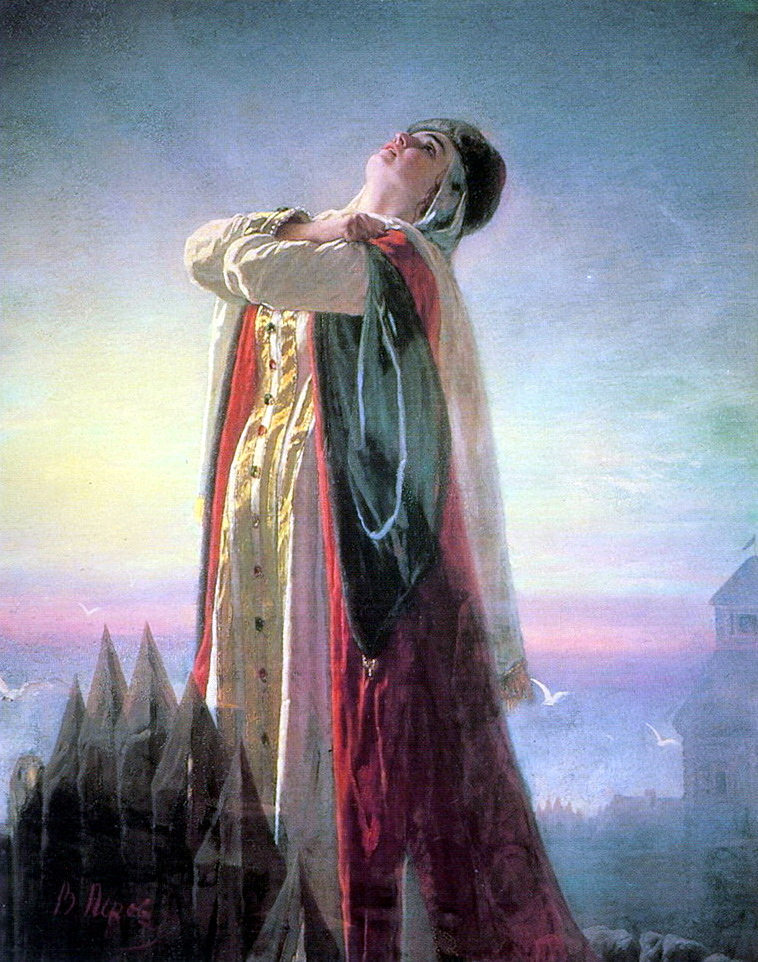
«Плач Ярославни» В.Перов

Основою мови «Слова» є народнопоетична стихія, тогочасна жива розмовна мова. У пам'ятці зафіксовано типові риси української мови. Більшість дослідників припускають, що автор «Слова…» був або киянин, або чернігівець, інші (Орлов, Юґов) доводять, що він мусив бути галичанином («карпаторус»).
Діалектологи знаходили в «Слові…» регіональні лексеми Закарпатської Русі і на цій підставі піддавали сумніву можливість створення його на Чернігівщині, віддаючи перевагу Галицькій Русі. Але довести цю чи іншу конкретну тезу досі не вдається, оскільки майже половина (1500) слів — відомі різним українським діалектам XII ст. Більшість лексики і граматичних конструкцій у «Слові…» є загальнонародною.
Зв'язок з народною поетикою, літописом і воєнними повістями свідчить про глибоке народне коріння «Слова…». Помітний і генетичний зв'язок «Слова…» та українських народних дум, але цей аспект історії українського фольклору ще потребує поглибленого аналізу. Побіч слів, прикметних тільки українській мові, в «Слові…» є архаїзми, збережені в українських говірках, є також впливи інших мов.
Є припущення, що копію поеми XVI ст., котру відкрив Мусін-Пушкін, вже значно окнижили переписувачі, які підтягали транскрипцію поеми під панівний тоді болгарський правопис. До того ж вона могла бути не зі старого списку, а з інших копій, які й витворили так звані «темні місця» поеми.
Порівнявши мову «Слова» з сучасною українською мовою, можна виявити досить багато спільного. В перекладі, зробленому для Катерини II, було вказано, що оригінал містить у собі велику кількість «южнорусских» та польських слів, незрозумілих російському читачеві. Слова мають властиві для сучасної української мови закінчення. Незвичні для сучасної російської мови «и» в багатьох словах звучать по-українському, якщо їх змінити на «ы».
У тексті є велика кількість характерних українських фраз: «а мої ті Куряни свідомі кмети, под трубами повиті, под шеломи взлеліяні, конець копія вскормлені, путі їм відоми, яруги їм знаєми, луки в них напряжені, тулі отворені, саблі ізострені, самі скачють як сіриї волки в поле…».
Російський мовознавець К. Калайдович, писав у 1818 році: «Спосіб вираження „Пісні“ і самі слова: кресити, болоньє, смага, година, невідомі великоросіянам, але й нині ними користуються в Україні, показують, що автор належав до нинішньої Малоросії.»
У «Слові…» засвідчено такі живомовні українські риси, як, наприклад, відбито повноголосся (ворота, голова, голосъ, полонені, хороброе), закінчення -ові, -еві (-єві) в давальному відмінку іменників чоловічого роду (Дунаєві, Игореві, Романові, королеві), кличний відмінок іменників (Бояне, дружино, княже, Всеволоде, господине), форми дієслів теперішнього часу з м'якими закінченнями -ть (велить, плачуть, ржуть) і багато інших.
У «Слові…» трапляється значна кількість діалектизмів (близько 150), таких, як болоня, велми, гораздъ, жалощи, зегзиця, зоря, клекътъ, ковылиє, лада, смага, тутнути, чрьленыи, щекоть та інші. Є у «Слові…» поодинокі грецизми (панолома).
У «Слові…» засвідчено також такі суто галицькі слова: «днина», «уноты», «господичичь» і «побѣда» в значенні біди, поразки. Згадані слова були суто галицькими, вони трапляються ще лише в «Галицько-Волинському літопису», авторами якого були тільки місцеві жителі.
Автор «Слова…» був добре знайомий з регіональними діалектами, у тому числі, очевидно, і з галицькими. Порівняти, наприклад, такі регіоналізми: лисицы брешуть «гавкають», мечи гримлють, ничить трава жалощами; а чи диво ся, братие, стару помолодити? яруги цвѣлити «дратувати» (північноукраїнське).
«Слово…» показало силу староукраїнської народнорозмовної і народнопісенної мови, її красу та багатство, афористичність, крилатість у вираженні мудрості, патріотизму, обов'язку.
Особливо багаті епітети «Слова…», порівняння та метафори, метонімії й гіперболи. Автор персоніфікує природу, робить її живою істотою, яка або співчуває, або шкодить людині. Досконалість поетичних образів доводить, що, побіч літописів, мусила існувати й багата народна і дружинна поезія зі складною та високорозвиненою поетикою.
Справа ритміки «Слова…» — одна з найсуперечливіших. Спроби відтворити його ритмічну структуру якимось правильним віршем не мали успіху: теорія скандинавського вірша Р. Абіхта (1901), ритм 4/4 Ф. Корша (1909), теорія візантійських церковних канонів В. Бірчака (1910), теорія «летючих ударів» Є. Сіверса (1926), вплив старогебрейського вірша, який добачав митр. Іларіон (1949).
М. Максимович зв'язував ритміку «Слова…» з пізнішими думами, П. Житецький підкреслив речитативний характер «Слова…», за яким кожний вірш-речення, незалежно від кількості складів, творить цілість зі своїми власними ударами.
Філарет Колесса зв'язав ритм «Слова…» з голосіннями, що стояли і в основі дум. Цей тип вірша має дуже широкий діапазон вислову, в нього можна було вплітати різні ритми, відповідно до теми, настрою та поетичної традиції. Опис бою князя Всеволода — зразок дружинної бойової пісні, однак її ритміка зовсім покривається з деякими весільними й обжинковими піснями, що є доказом тісного зв'язку дружинної поезії з народною.
Також в «Слові…» поширені тюркізми (кащей, чага, харалуг тощо), що вказує на наявність тісних відносин між стародавньою Руссю та тюрками Великого Степу, зокрема Причорноморських степів.
Успіхів у відновленні первинного тексту «Слова» і знятті «темнот» досяг також український дослідник Маркін В. М.

## Дискусії щодо автентичності

### Питання про авторство
Хто автор «Слова…», на сьогодні вважається невідомим. Деякі науковці схильні думати, що твір написав великий київський князь Святослав, бо і «золоте слово» цього героя, й ідейна позиція автора збігаються. Дехто з науковців приписує авторство поеми Біловодові Просовичу, якого згадано в Київському літописі якраз там, де йдеться про похід князя Ігоря. Інші вважають за автора легендарного Ходина, ім'я якого згадується в самому тексті.
Російський дослідник Борис Рибаков стоїть на тому, що автором пам'ятки є київський тисяцький Петро Бориславович. На думку Івана Вагилевича та Василя Яременка, автором міг бути старець Ян, він же — чернець Вишатич.
Леонід Махновець і Степан Пушик вважають, що автор «Слова…» — брат княгині Ярославни, галицький князь Володимир Ярославович. Серед можливих авторів дослідники «Слова…» називали й давньоруського книжника з Галича Тимофія, співця Митусу, що вцілів після поразки дружини князя Ігоря.

### Версія про автентичність
1818 року К. Калайдович знайшов у псковськім Апостолі 1307 р. приписку, запозичену зі «Слова…», 1829 р. Р. Тимковський видав список «Задонщини», що була наслідуванням «Слова…».
Вже ранні дослідники відкрили зв'язок «Слова…» з українською народною поезією, особливо М. О. Максимо́вич. У XIX ст. над «Словом…» працювало багато дослідників: з українців, крім М. Максимовича, — О. Потебня, О. Огоновський, П. Житецький; а також з росіян — М. Тихонов, П. Вяземський, В. Міллер, О. Веселовський, Е. Барсов.
Широко поставлене дослідження «Слова…» у XX ст., існує понад 700 поважних праць про «Слово…» різними мовами, у тому числі праці українських дослідників В. Перетца, М. Грунського, на еміграції Д. Чижевського, О. Пріцака та ін.
З другої половини 1930-их рр. наукове вивчення «Слова…» в УРСР припинено й обмежено тільки російськомовними дослідженнями в АН СРСР. Окрім того, група філологів Петербурзької академії наук, очолена академіком О. Шахматовим, нібито на підставі ретельного аналізу пам'ятки спростувала упередження щодо автентичності «Слова…» та підтвердила його справжність.
Російський радянський лінгвіст Андрій Залізняк в роботі «Слово о полку Ігоревім: погляд лінгвіста» (2004, 2-е вид. 2007, 3-е вид., Доповнене, 2008) доказує, що гіпотетичний фальсифікатор XVIII століття для того, щоб створити текст «Слова…», повинен був володіти величезною кількістю точних знань, отриманих наукою про мову лише в XIX—XX століттях. Критично розглянувши лінгвістичні аргументи проти автентичності «Слова…», що висувалися різними авторами, Залізняк довів: ймовірність підробки «Слова» мізерна. Пізніше російський фахівець Сергій Ніколаєв реконструював акцентологію «Слова».

### Скептицизм щодо автентичності
Відсутність оригінального списку зумовила на початку XIX ст. появу скептиків, які вважали «Слово о полку Ігоревім» пізнішим фальсифікатом, як-от російські історики О. Сенковський, М. Каченовський, І. Давидов, І. Бєликов тощо. У XX ст. сумніви щодо автентичності висловили французькі славісти Луї Леже та Андре Мазон, російський історик Олександр Зімін, американський історик Едвард Кінан, український та американський філолог та літературознавець Джордж Грабович тощо.. Серед прихильників версії про давньоруське походження «Слова…» є також думка про те, що «Плач Ярославни» — це пізніша вставка.

## «Слово о полку Ігоревім» у мистецтві
- За мотивами «Слова о полку Ігоревім» написано оперу «Князь Ігор», прем'єра відбулася 1890 року.
- У 1969 році під керівництвом Романа Тихомирова знято радянський російський фільм-оперу «Князь Ігор».

### У малярстві
- Радянський російський художник К. О. Васильєв присвятив «Слову о полку Ігоревім» дві картини своєї серії «Русь билинна»: «Плач Ярославни» та «Князь Ігор».
- Російський радянський графік В. А. Фаворський проілюстрував «Слово о полку Ігоревім» серією гравюр по дереву: «І полетіли стріли половецькі», «Бій дружини князя Ігоря з половцями», «Плач Ярославни» та інші (видано 1954 року).
- Російський художник М. К. Реріх створив картину «Похід князя Ігоря» (1942).
- Український художник І. І. Падалка проілюстрував «Слово о полку Ігоревім» (1928).
- Російський художник І. Я. Білібін створив картини-ілюстрації до «Слова о полку Ігоревім»: «Плач Ярославни» та «Бій з половцями».
- Російський художник В. Г. Перов створив картину «Плач Ярославни» (1881).
- Російський художник В. М. Васнецов створив картину «Після побоїща Ігоря Святославича з половцями» (1880).

## Переклади і переспіви

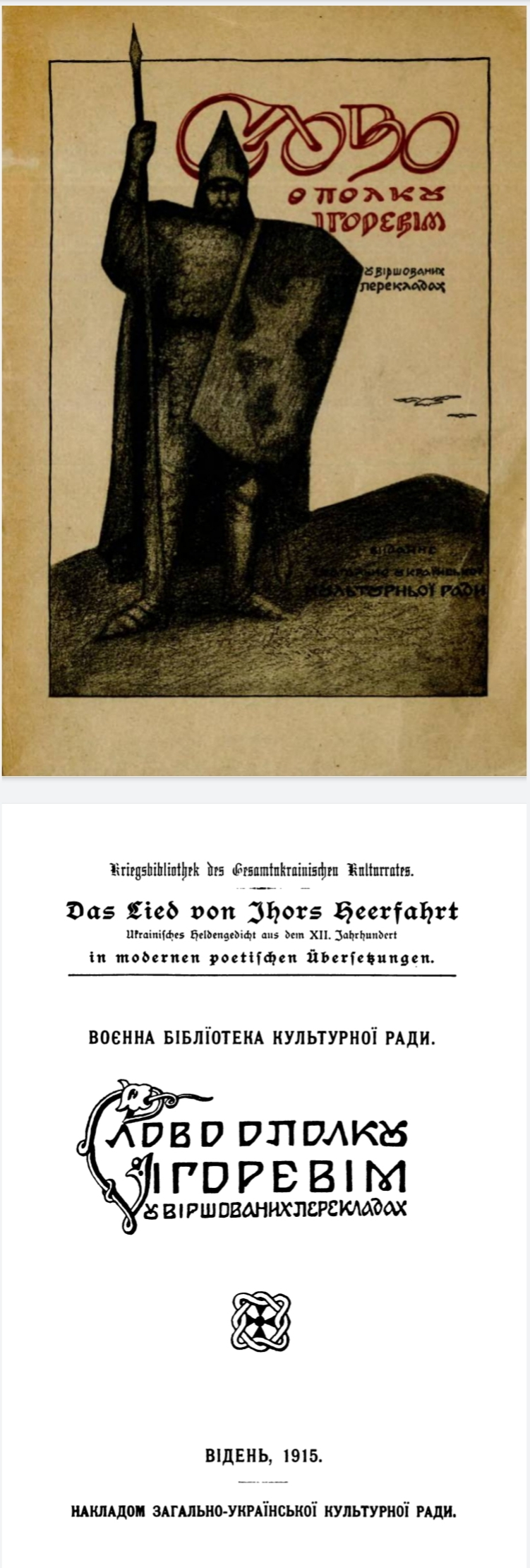
«Слово о полку Ігоревім у віршованих перекладах». Переклади і переспіви Тараса Шевченка, Михайла Максимовича, Степана Руданського, Панаса Мирного, Василя Щурата і Богдана Лепкого. Віденське видання, 1915 рік.

Переклади і переспіви «Слова…» зроблені багатьма мовами світу, а найбільше українською і російською. Українські віршовані та прозові переклади «Слова» зробили Іван Вагилевич (близько 1836, друкований 1884), Б. Дідицький (язичіем, 1849), М. Максимович (1857), С. Руданський (1860, друкований 1896), Юрій Федькович (1866, 1902), Іван Франко (1873, 1952), О. Огоновський (1876), Панас Мирний (1883, 1896), О. Партицький (1884), М. Чернявський (1894), Іван Стешенко (1899, 1967), К. Зіньківський (1907, 1967), Василь Щурат (1907, 1912), М. Грушевський (1923), П. Коструба (1928), М. Грунський (1931), Микола Матіїв-Мельник (1936), С. Гординський (1936, друга ред. 1950), Наталя Забіла (1938), Володимир Свідзінський (1938), Максим Рильський (1939), Іван Огієнко (1949), М. Аркас (1951), Леонід Махновець (1953), О. Коваленко (1954), М. Кравчук (1968). Переклади і переспіви окремих фрагментів «Слова…», зокрема «Плачу Ярославни», створили М. Шашкевич (1833), Тарас Шевченко (1860), В. Мова (Лиманський, 1893), Б. Лепкий (1915) і багато інших українських поетів.
Перший російський віршований переклад «Слова…» зробив І. Серяков (1803), після нього «Слово…» перекладали В. Капніст (1809), В. Жуковський (1817 — 19), М. Делярю (1839), Л. Мей (1850), М. Гербель (1854), А Майков (1869), Е. Барсов (1887), К. Бальмонт (1929), С. Шервинський (1934), Г. Шторм (1934), І. Новиков (1938), В. Стеллецький (1938), М. Заболоцький (1946), А. Юґов (1950), С. Ботвинник (1957), М. Риленков (1962). Білоруською мовою переклав «Слово…» Янка Купала (1919 прозою, 1921 віршем).
Польською мовою «Слово…» перекладали Ц. Ґодебський (1821), С. Красинський (1856), Б. Лепкий (1899), Ю. Тувім (1927, 1944), А. Сарва (2008); чеською — В. Ганка (1821), Ф. Кубка (1946), й ін.; сербською — I. Хаджевич (1842), І. Шанкович й ін.; словінською — М. Плетершник (1865); болг. Р. Жинзифов (1863), Л. Стоянов (1954). Перший німецький переклад здійснив А. Коцебу ще 1800 року, згодом — Й. Ріхтер (1803), Ф. Боденштедт (1861), Р. М. Рільке (1904). Н. Маєр (1933); англійською перекладали Л. Вінер (1902), Л. Маґнус (1915), Ч. Кросе (1948), В. В. Набоков (1950), В. Кірконнелл і К. Андрусишин (1963) й ін.; французькою — Н. Бляншер і Екстейн (1823), Ф. де Берґон (1878), Н. Кульман і М. Бегаґель (1937), А. Ґреґуар (1945); італійською — Д. Чамполі (1911) і Е. Ґатто (1928); іспанською — Я. і Р. Майкелі (1949); данською — Т. Лянґе (1888); угорською — С. Рідль (1858) і Г. Стрипський; єврейськими (іврит та їдиш) — С. Мендельсон (1875), Давид Гофштейн й І. Фефер (1938), Кушніров А., монгольською — Худогійн Перлее, молдовською — Г. Менюк, фінською — Я. Ругоєв. Є переклади «Слова…» також абхазькою (Дирміт Ґуліа), башкирською, вірменською, грузинською (окремі розділи переклав М. Леонідзе), казахською, карельською, татарською, узбецькою, латвійською (Арвідс Ґріґуліс) й іншими мовами.
Історичну п'єсу на тему «Слова…» під назвою «О полку Ігоревім» написав Гнат Хоткевич (1926). Для театральної інсценізації «Слово…» опрацював Григор Лужницький. Сюжети «Слова…» використані в опері І. Бородіна «Князь Ігор», у композиції М. Лисенка «Плач Ярославни». В образотворчому мистецтві відомі твори на теми «Слова…» Ю. Нарбута, П. Холодного (старшого), О. Кульчицької, В. Васнецова, В. Фаворського, П. Андрусова, Я. Гніздовського й ін.; у театрі — А. Петрицького, у скульптурі — А. Павлося, Б. Мухина, у вітражі — Л. Молодожанина.

## Текст твору
Транскрипція оригінального тексту
- Оригінальний текст «Слова о полку Ігоревім» підготовлено за виданням 1800 року, яке взято за основу, та за Катерининською копією (за фототипічними їх виданнями).
- Текст «Слова», максимально наближений до видання 1800 року, розділено на окремі слова і ритмічні рядки.

Переклад XIX—XX століття українською мовою
- Слово о полку Ігоревім у віршованих перекладах. Відень: Загально-Українська Культурна Рада, 1915. 56 с. (Воєнна бібліотека Культурної Ради).

Переклад сучасною українською мовою
- Слово о полку Ігоревім / Редакція і вступна стаття Богдана Лепкого. Краків: Українське Видавництво, 1941. 64 с. (Літературна бібліотека, ч. 5)
- Ритмічний переклад пам'ятки, зроблений Л. Є. Махновцем, за виданням: «Слово о полку Ігоревім». Вступ: М. К. Гудзій. Упорядкування: В. Л. Микитась. К. : Радянський письменник, 1955.
- Слово про Ігорів похід / Переказала Наталя Забіла. — Нью-Йорк : Говерля, 1965. — 32 с.